# 新栄町 (館林市)
新栄町（しんさかえちょう）は、群馬県館林市の町名。郵便番号は374-0051。面積は0.12km2。

## 地理
館林駅の北西にある。
東・北は東武鉄道伊勢崎線を境として大街道一丁目・二丁目、南は東武鉄道小泉線を境として栄町、西は国道122号を境に北成島町と接している。

## 歴史
2000年（平成12年）2月21日、大字成島字天神の全域が新栄町となった。当該区域は、館林市で最後まで残った大字であった。

## 人口
2025年（令和7年）1月31日現在の世帯数と人口は以下の通りである。
| 町丁   | 世帯数  | 人口  |
| ------ | ------- | ----- |
| 新栄町 | 187世帯 | 376人 |

## 小・中学校の学区
市立小・中学校に通う場合、学区は以下の通りとなる。
| 番地 | 小学校             | 中学校             |
| ---- | ------------------ | ------------------ |
| 全域 | 館林市立第一小学校 | 館林市立第一中学校 |

## 経済
店・企業

|  | この節には内容がありません。 加筆して下さる協力者を求めています。 (2025年3月) |

|  | この節には内容がありません。 加筆して下さる協力者を求めています。 (2025年3月) |

## 地域

### 健康
医療機関

### 施設
記念館
企業博物館
宗教

## 交通

### 鉄道
当町に鉄道駅はない。南東に位置する本町に東武鉄道館林駅があり、その操車場がある。

### 道路
国道122号が当町の西端を南北に通過している。